# Malleolopha falcilophus
Malleolopha falcilophus är en insektsart som beskrevs av Kenneth Hedley Lewis Key 1976. Malleolopha falcilophus ingår i släktet Malleolopha och familjen Morabidae. Inga underarter finns listade i Catalogue of Life.